# Корна (деревня)
Корна — деревня в Новозыбковском городском округе Брянской области.

## География
Находится в западной части Брянской области на расстоянии приблизительно 7 км на запад-северо-запад по прямой от районного центра города Новозыбков.

## История
Известна с первой половины XVIII века как хутор. В 1859 году здесь (деревня Новозыбковского уезда Черниговской губернии) учтено 16 дворов, в 1892-50. До 2019 года входила в Шеломовское сельское поселение Новозыбковского района до их упразднения.

## Население
Численность населения: 133 человека (1859 год), 348 (1892), 30 человек в 2002 году (русские 97 %), 5 в 2010.